# Амоейро
Амоейро (гал. Amoeiro, ісп. Amoeiro) — муніципалітет в Іспанії, у складі автономної спільноти Галісія, у провінції Оренсе. Населення — 2327 осіб (2009).
Муніципалітет розташований на відстані близько 420 км на північний захід від Мадрида, 11 км на північний захід від Оренсе.
Муніципалітет складається з таких паррокій: Абрусіньйос, Амоейро, Боведа-де-Амоейро, Корносес, Фонтефрія, Парада-де-Амоейро, Роусос, Трасальба.

## Демографія
Динаміка населення (INE ):

## Галерея зображень

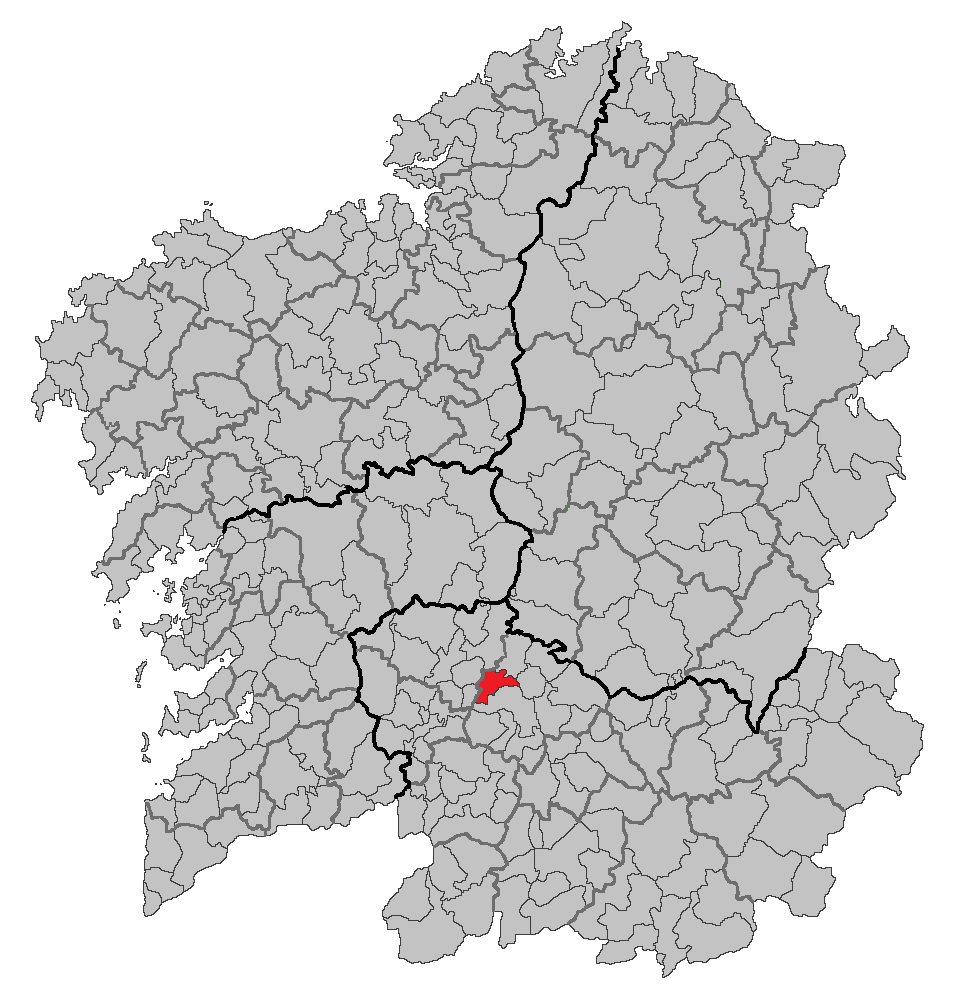
Розташування муніципалітету